# (Benzylideenaceton)ijzertricarbonyl
De organometaalverbinding (benzylideenaceton)ijzertricarbonyl is een veel toegepast reagens voor de introductie van een Fe(CO)3-groep in andere organische moleculen. De stof komt voor als een rode vaste stof en reageert met een Lewisbase onder vorming van adducten, zonder verlies van de benzylideenaceton-eenheid.

## Synthese
De stof wordt gesynthetiseerd uit di-ijzernonacarbonyl en benzylideenaceton, meestal in refluxende di-ethylether. Zowel de identificatie als de controle op de zuiverheid van de verkregen verbinding verloopt via het IR-spectrum: er treden in cyclohexaan sterke absorpties op bij 2065, 2005 en 1985 cm−1.

## Verwante reagentia voor de introductie van de Fe(CO)3-groep
Een vaak gebruikte verbinding voor dit doel is di-ijzernonacarbonyl of Fe2(CO)9. Een andere is Fe(CO)3(C8H14)2, dat zeer reactief en thermisch weinig stabiel is. Iminederivaten van kaneelaldehyde vormen vergelijkbare, reactieve maar wel goed hanteerbare Fe(CO)3-adducten waarvan aangetoond is dat ze in sommige gevallen effectiever zijn dan (benzylideenaceton)ijzertricarbonyl.